# Larkin Building
Larkin Building var en kontorsbyggnad i Buffalo i New York. Den uppfördes 1904–1906 efter ritningar av Frank Lloyd Wright. Beställare var Larkin Soap Company. Wright designade även byggnadens möbler och inredning, medan Richard Bock är upphovsman till byggnadens skulpturala utsmyckning. Larkin Building utmättes i slutet av 1940-talet och köptes 1949 av The Western Trading Corporation. Detta företag aviserade att man ämnade rivna byggnaden. Trots högljudda protester demolerades Larkin Building året därpå.